# 伊塔雅伊
伊塔雅伊（葡萄牙語：Itajaí，葡萄牙語發音：[itaʒaˈi]）是巴西圣卡塔琳娜州的一个市镇。总面积289平方公里，总人口163298人，人口密度565人/平方公里。